# Amelle Berrabah
Amelle Berrabah (née le 22 avril 1984 à Aldershot) est une chanteuse anglaise. Elle a été membre du groupe Sugababes de 2005 à 2011.

## Carrière
Avant de rejoindre les Sugababes, elle faisait partie du groupe Boo2 avec sa sœur, Samiya. Comme aucune de leur chanson n'a été produite, le groupe allemand Monrose reprit leur titre  'Ooh La La' et un autre vainqueur de Popstars Room2012 reprenait  'Naughty But Nice' et 'Head Bash'.
Elle a commenté son arrivée dans les Sugababes : « Pendant des années, j'avais rêvé de percer dans la musique, mais je n'avais jamais pensé pouvoir être la troisième Sugababe! Elles sont le plus grand groupe de filles du pays et vraiment le seul groupe que j'aurais pu imaginer rejoindre. Quand leur managager m'a approché avec cette offre, j'étais tellement sous le choc que je n'ai pas pu lui répondre! Comme des millions de filles de mon âge, j'ai grandi avec la musique des Sugababes comme une bande son dans ma vie et j'ai été l'une de leurs fans pendant des années. Je n'arrive toujours pas à y croire ![réf. nécessaire] »
Les Sugababes ont terminé leur tournée Taller In More Ways au printemps 2006 avec Berrabah et en été cette année-là, elles ont joué dans plusieurs stades avec le groupe Take That qui revenait sur la scène. Pendant cette tournée, Amelle a été snobbée par Gary Barlow et par la suite, une guerre des mots eu lieu par presse interposée avec le chanteur des Take That. Barlow s'est par la suite excusé.
Le premier single de Berrabah avec le groupe a été une version ré-enregistrée de Red Dress, tirée du quatrième album des Sugababes, Taller In More Ways. Les Sugababes ont sorti une seconde édition de Taller In More Ways le 27 février 2006 avec un nouveau photoshoot incluant Berrabah et trois chansons réengistrées avec Berrabah (Gotta Be You, Follow Me Home et le single Red Dress). Cette nouvelle version incluait également un nouveau titre que Berrabah a écrit avec Keisha Buchanan et Heidi Range, Now You're Gone. Follow Me Home a été le single suivant après Taller In More Ways et est sorti le 5 juin 2006.
Le 13 novembre 2006, les Sugababes sortaient une compilation de leurs meilleurs titres, Overloaded : The Singles Collection avec la participation d'Amelle Berrabah à trois chansons : Red Dress et deux nouvelles chansons, Easy et Good To Be Gone. Easy est sorti comme single mais se révéla comme un demi-échec qui empêcha la sortie de Good To Be Gone en single. Puis une tournée européenne eut lieu au début de 2007[réf. nécessaire].
About You Now, sorti le 24 septembre 2007, est devenu le sixième single des Sugababes à se classer numéro un dans les charts britanniques. Change, dont est tiré About You Now, est le premier album avec Amelle. À sa sortie, le 8 octobre 2007, il s'est classé directement en première place des charts britanniques[réf. nécessaire].

## Vie privée
Son petit-ami, Freddie Fuller, a été arrêté en février 2007 pour une tentative  de viol sur sa jeune sœur Samiya. Toutefois, la police a révélé que Fuller se trouvait au moment du viol présumé au domicile de ses parents, à 5 miles des lieux du crime. De plus, des contradictions dans le témoignage de Samiya ont causé une abandon des charges contre Fuller qui a été blanchi en octobre. Par après, la sœur d'Amelle avouait que ces événements ont juste été un « mauvais rêve. »

### Démêlés avec la justice
Le 28 avril 2007, Amelle était arrêtée sous le chef d'inculpation d'agression sur une jeune fille de dix-huit ans sur une piste de danse d'un club de Guildford dans le Surrey. The Daily Mirror et The Sun ont rapporté que la pop star avait ensuite passé la nuit au poste de police avant d'être libérée sous caution. Amelle sortit de son silence le 2 mai 2007, en disant qu'elle était effondrée par cet incident et qu'un groupe de jeunes filles les avait provoquées elle et sa sœur Laila. Elle s'était aussi plainte qu'un jeune homme qui accompagnait ces filles avait frappé Laila durant la dispute.
En 2008, la police a confirmé qu'Amelle Berrabah avait été arrêtée le 10 janvier 2008, soupçonnée d'avoir causé des dommages et troublé l'ordre public. L'arrestation a été la suite d'une attaque présumée sur une voiture dans sa ville natale d'Aldershot dans le Hampshire, le 9 janvier 2008.

## Sources
- (en) Cet article est partiellement ou en totalité issu de l’article de Wikipédia en anglais intitulé « Amelle Berrabah » (voir la liste des auteurs).